# Яцкув (Ленчицький повіт)
Яцкув (пол. Jacków) — село в Польщі, у гміні Дашина Ленчицького повіту Лодзинського воєводства.
Населення — 91 особа (2011).
У 1975-1998 роках село належало до Плоцького воєводства.

## Демографія
Демографічна структура станом на 31 березня 2011 року:
|          | Загалом | Допрацездатний вік | Працездатний вік | Постпрацездатний вік |
| -------- | ------- | ------------------ | ---------------- | -------------------- |
| Чоловіки | 48      | 10                 | 31               | 7                    |
| Жінки    | 43      | 8                  | 24               | 11                   |
| Разом    | 91      | 18                 | 55               | 18                   |